# Geoffrey le Baker
Geoffrey le Baker (mort v. 1360), aussi connu sous le nom de Walter de Swinbroke est un chroniqueur anglais du XIVe siècle, originaire de Swinbrook dans l'Oxfordshire.

## Biographie
Il écrivit la Chronicon Angliae temporibus Edwardi II et Edwardi III, qui retrace l'histoire de l'Angleterre de 1303 à 1356. Jusqu'en 1324 environ, cette chronique est basée sur la Continuatio chronicarum d'Adam Murimuth, mais après cette date, ses sources semblent peu connues, proches d'un compte-rendu de la bataille de Poitiers. L'auteur obtient des renseignements sur les derniers mois d'Édouard II avant sa mort mystérieuse en septembre 1327 de la part de William Bishop, un compagnon de Thomas Gurney et de John Maltravers, les geôliers (et possibles meurtriers) du roi.
Geoffrey a également écrit une Chroniculum de la création du monde jusqu'à 1336, qui manque cependant de détails. Ses écrits ont été édités par Edward Maunde Thompson à Oxford en 1889. Des doutes subsistent quant à sa participation à la Vita et mors Edwardi II, généralement attribuée à Thomas de la Moore, et imprimée par William Camden dans son Anglica scripta au XVIIe siècle. Camden a affirmé que Thomas de la Moore avait écrit cette chronique du règne d'Édouard II en français, et que le Baker l'avait traduite en latin et intégrée dans sa Chronicon. Les historiens du XIXe siècle ont réfuté cette affirmation et ont conclu que Vita et mors avait été écrite par le Baker et que Thomas de la Moore n'était que son patron. Cela justifie la décision de William Stubbs qui publie en 1883 Vita et mors dans les Chronicles of the reigns of Edward I and Edward II. Les manuscrits de Geoffrey le Baker sont aujourd'hui conservés dans la Bibliothèque bodléienne d'Oxford.